# William Russell Grace
William Russell Grace (Ballylinan, 10 maggio 1832 – New York, 21 marzo 1904) è stato un politico, imprenditore e filantropo irlandese naturalizzato statunitense.
È stato il primo sindaco cattolico di New York e il fondatore della società W. R. Grace and Company.